# Standish (Michigan)
Standish település az Amerikai Egyesült Államok Michigan államában, Arenac megyében, melynek megyeszékhelye is. Lakosainak száma 1458 fő (2020. április 1.).

## Népesség
A település népességének változása:

| 2010 | 1 509 |
| 2020 | 1 458 |